# Montseret
Montseret (en francès Montséret) és un municipi francès situat al departament de l'Aude i a la regió d'Occitània.